# امیلی دشانل
امیلی ارین دشانل (به انگلیسی: Emily Erin Deschanel) (زاده ۱۱ اکتبر ۱۹۷۶) بازیگر آمریکایی است. او بیشتر به خاطر نقش‌آفرینی در سریال استخوان‌ها شناخته می‌شود. زویی دشانل بازیگر آمریکایی، خواهر اوست.

## فیلمشناسی
برخی از فیلم‌هایی که او در آن‌ها نقش آفرینی کرده عبارتند از:
- ممکن است برای تو اتفاق بیفتد (۱۹۹۴)
- کوهستان سرد (۲۰۰۳)
- آلامو (۲۰۰۴)
- مرد عنکبوتی ۲ (۲۰۰۴)
- لولوخورخوره (فیلم) (۲۰۰۵)
- محافظ خواهرم (فیلم) (۲۰۰۹)
- استخوان‌ها (۲۰۰۵–۱۷)
- کلیولند شو (۲۰۱۰، ۲۰۱۱)
- بابای آمریکایی! (۲۰۱۲)
- بوجک هورسمن (۲۰۱۶)